# Sam Munday
Pour les articles homonymes, voir Munday.
Samuel "Sam" Munday, né le 4 mars 1998 à Armidale, est un coureur cycliste australien.

## Biographie
Né à Armidale (Nouvelle-Galles du Sud), Sam Munday souffre d'un diabète de type 1 détecté à l'âge de 11 ans. Après s'être essayé au football, il commence le vélo par le BMX et le VTT. Il passe ensuite au route vers l'âge de quatorze ans,. 
En 2016, il intègre la structure juniors de Novo Nordisk, composée uniquement de coureurs diabétiques de type 1. Les deux années suivantes, il court dans l'équipe de développement et obtient diverses places d'honneur dans les critériums américains. 
Il passe finalement professionnel en 2019 dans l'équipe première de Novo Nordisk.